# センチュリー21・ジャパン
株式会社センチュリー21・ジャパン（センチュリートゥエンティワン・ジャパン、英: CENTURY21 REAL ESTATE OF JAPAN LTD. ）は、日本の東京都港区北青山に本社を構え、日本国内でセンチュリー21のフランチャイズを展開するフランチャイザー（本部）。伊藤忠商事が長らく親会社となっていたが、現在は、株式45%を保有する筆頭株主となっている。東証スタンダード（旧ジャスダック）に上場している。不動産売買系の不動産フランチャイズとしては業界最大手。

## 概要
センチュリー21は、1971年（日本は昭和46年）にアメリカ合衆国で誕生し、現在世界86の国と地域に14,250店舗、従業員数約155,000人の規模に成長した世界最大級の不動産販売ネットワークである。センチュリー21・ジャパンは、センチュリー21国際本部とフランチャイズ契約にある日本のフランチャイジー（加盟国）であり、日本におけるセンチュリー21のフランチャイザー（日本本部）である。
センチュリー21・ジャパンは1983年（昭和58年）に設立された。2001年（平成13年）にはジャスダックに上場している（証券コード：8898）。2013年8月末日時点で、30以上の都道府県に823の加盟店があり、不動産ネットワークを展開している。
国内に直営店を有せず、フランチャイズの本部機能のみの事業を行っているのは、同社の最大の特徴である。直営店の数が少数というフランチャイズチェーンは多く存在するが、同社のようにひとつも持たないフランチャイズの事業形態をとっている会社は、不動産に限らず国内ではほとんど見られない。
上記の通り、同社は直営店をもたない不動産フランチャイズ事業を専業としているため、業種分類上は不動産業ではあるものの、宅地建物取引業者の免許を有しておらず宅建事業を行っていない。そのため、厳密には不動産業者ではない。また、同社のメインの業務が、加盟店に対する業務営業支援という同社の事業形態から考えると、サービス業あるいは専門コンサルティング業等に分類されるのが、業務分類上は正確であるといえる。

## 広告
テレビCMを主とする企業イメージモデルには、2000年（平成12年）から長年に亘って俳優でタレントのケイン・コスギを起用し続けている。ケインは、スポーツ万能な熱血漢でコミカルでもあるという自身のキャラクターをそのまま活かしつつ、少々やる気が前に出すぎている感のある熱心なセールスマンに扮している。このキャラクターは好評を得ており、やがて同社の顔となって定着した。ケインが出演するこのシリーズにおいて、2009年（平成21年）から2010年（平成22年）にかけての「セキュリティ」篇では、俳優・山口翔悟が後輩役で共演している。そのほか、詳細の分かるもので、「地元のこと、もっと詳しく」篇・「連発21 エレベーター」篇・「連発21 犬」篇（以上3作は2015年〈平成27年〉7月25日初出）がある。また、2019年（令和元年）10月23日に始まった日清食品「カップヌードル」のCM「謎肉増量」篇にケインが出演しているが、このCMの中でケインはセンチュリー21のテレビCMのパロディーを自ら演じている。オリジナルで「21」を「トゥウェンティーワン」と発音しているところをパロディー版では「トゥウェニーワン」と発音している、そのこと以外で違う所は無く、セールスマン姿も忠実に再現している。
2018年（平成30年）2月には新人女優・伊原六花を企業イメージモデル「センチュリー21ガール」として起用し始めたが、女性の起用はこれが初であった。伊原は2019年（平成31年）1月21日から始まるテレビCM「新時代の旗揚げ」篇で使用される楽曲「Wingbeats」で歌手としてもデビューした。

### イメージモデル等
ここでいうイメージモデルとは、法人や特定商品を宣伝するに当たって起用される肖像のこと。企業イメージモデルに起用されても、ただちにテレビCMに起用されるとは限らず（例：伊原六花）、また、特定商品に限定される場合もある。楽曲のタイアップは特筆性の高いもののみを記載した。
- 大野香菜[11]（1984年 - 1985年）

元フジテレビ所属アナウンサー（出演当時、フリーアナウンサー）。
- ケイン・コスギ（2000年 - ）

俳優・タレント。セールスマン役で長年に亘って出演。詳しくは上記。「ケイン・コスギ#謎肉増量篇」にも情報あり。
- 山口翔悟（2009年 - 2010年）

俳優。「セキュリティ」篇にて、セールスマン役で出演し、先輩セールスマン役のケイン・コスギと共演。
- スピッツ（2013年8月23日 - 終了）

ロックバンド。楽曲「小さな生き物」でセンチュリー21・ジャパン テレビCMとタイアップ（当人らは出演せず）。テレビCMは「センチュリー21 2013企業メッセージ篇」。この曲はミュージック・ビデオ (PV) も作られており、通算14作目のオリジナルアルバム『小さな生き物』のDISC2に収録されている。
- 高橋優（2014年）

シンガーソングライター。楽曲「明日への星」でセンチュリー21・ジャパン テレビCMとタイアップ（当人は出演せず）。テレビCMは「センチュリー21 企業メッセージ篇」（2014年7月26日 - ? ）、「センチュリー21 30周年感謝フェア篇」(?)。
- 伊原六花（2018年2月 - 2021年3月）

女優。2018年（平成30年）2月、企業イメージモデル「初代センチュリー21ガール」に就任（女性の起用は当社初）。WEB動画「おったまげ卒業サプライズムービー」（配信：2018年3月22日 - ）に出演（当人初のWEB動画出演）。「はじめての独り暮らし」篇（2018年7月21日 - 終了）に出演（当人初のテレビCM出演）。「新時代の旗揚げ」篇（2019年1月21日 - 現在）に出演し、タイアップCMソング「Wingbeats」で歌手デビューも果たす。
- 稲村亜美（2021年4月 - 2024年6月）

タレント。2021年（令和3年）4月、企業イメージモデル「2代目センチュリー21ガール」に就任。ケイン・コスギ、野原しんのすけと共演した「C21の歌」篇と「どこでも出現」篇に出演。
- 野原しんのすけ（2021年4月 - ）
『クレヨンしんちゃん』主人公。2021年（令和3年）4月、企業イメージモデル「センチュリー21応援隊長」に就任。さらに、当該番組のスポンサーにもついている。
- 草彅剛（2024年7月 - ）
- 堀田茜（2024年7月 - ）

### テレビCM
- ケイン・コスギ、稲村亜美と共演した「C21の歌」篇と「どこでも出現」篇に出演。

### ラジオCM
- JFN系列 週末A枠5:00 - 10:00枠の時報スポンサー（2022年10月1日 - 2023年3月26日）
- FM802 Traffic Information 月 - 木曜10:57・金曜10:48のスポンサー[17]

### 提供番組
- いつでも笑みを!（関西テレビ） - 2000年代前半の一時期